# Малих, Буркхард
Буркхард Георг Йозеф Малих (нем. Burkhard Georg Josef Malich; род. 29 ноября 1936, Швайдниц) — немецкий шахматист; гроссмейстер (1975). Учитель.
Чемпион ГДР среди школьников (1951) и юношей (1953). Лучшие результаты в чемпионатах ГДР: 1957 и 1973 — 1-е места; 1962, 1963, 1967, 1971, 1972, 1974 — 2-е места. Участник зональных турниров ФИДЕ: Галле (1963) — 5-6-е место и Врнячка-Баня (1972) — 4-е место.
Лучшие результаты в других международных соревнованиях: Цинновиц (1969 и 1971) — 1-е; Дебрецен (1969) — 2—3-е; Амстердам (1971)— 1—2-е (с Я. Смейкалом); Лейпциг (1973) — 3-е; Дечин (1975 и 1976) — 2-е и 1-е; Галле (1976) — 3-е; Лейпциг (1977) — 1-3-е места (с Р. Кнааком и Я. Смейкалом).
Он продолжает играть в командных соревнованиях и по состоянию на июль 2013 года имеет рейтинг Эло 2347.

## Изменения рейтинга
| Графики недоступны из-за технических проблем. См. информацию на Фабрикаторе и на mediawiki.org. |